# Merta Sterling
Merta Sterling (13 de junho de 1883 – 14 de março de 1944) foi uma atriz norte-americana da era do cinema mudo. Ela apareceu em 61 filmes entre 1914 e 1927.
Nasceu em Manitowoc, Wisconsin, a 1883 e faleceu em Hollywood, Califórnia, a 1944.

## Filmografia selecionada
- Lonesome Luke, Lawyer (1917)
- The King of the Kitchen (1918)
- The Handy Man (1923)
- Scorching Sands (1923)